# حوضه آبریز کویر ابرقو–سیرجان

موقعیت حوضه آبریز کویر ابرقو–سیرجان

حوضه آبریز کویر ابرقو–سیرجان یکی از حوضه‌های بستهٔ ایران است که در تقسیم‌بندی حوضه‌های آبریز ایران، حوضهٔ فرعی به شمار می‌رود و زیرمجموعهٔ حوضهٔ آبریز فلات مرکزی است. مساحت این حوضه، ۵۷٬۱۹۶ کیلومتر مربع است.

## جغرافیا
رودها و مسیل‌های این حوضه عمدتاً به چهار چالهٔ اصلی منتهی می‌شوند:
- کویر ابرکوه به ارتفاع ۱۴۴۵ متر و مساحت حدود ۱۳۲۰ کیلومتر مربع در شرق ابرکوه
- کویر سیرجان به ارتفاع ۱۷۰۰ متر و مساحت ۴۵۰ کیلومتر مربع در غرب سیرجان
- کویر قطرویه به ارتفاع ۱۷۵۰ متر و مساحت ۲۵۰ کیلومتر مربع در جنوب شرقی نیریز
- کویر مروست به ارتفاع ۱۵۲۰ متر و مساحت ۳۴۰ کیلومتر مربع

به دلیل بارش کم و گسستگی ارتفاعات، رودهای دائمی اندکی در این حوضه جریان دارند که شامل رود تنگوئیه منتهی به کویر سیرجان و رودهای اعظم و بوانات منتهی به کویر مروست هستند.

## زیرحوضه‌ها
برپایهٔ دستور العمل تقسیم‌بندی حوضه‌های ایران، حوضهٔ آبریز کویر ابرقو–سیرجان به زیرحوضه‌های زیر تقسیم می‌شود:
| کد  | نام اختصاری زیرحوضه | مساحت کیلومتر مربع | تعداد زیرحوضه‌ها |
| --- | ------------------- | ------------------ | --------------- |
| ۴۴۱ | کویر ابرکوه         | ۲۱٬۵۶۱             | ۷               |
| ۴۴۲ | کویر هرات و مروست   | ۱۵٬۲۶۰             | ۶               |
| ۴۴۳ | کویر قطرویه         | ۶٬۲۹۳              | ۳               |
| ۴۴۴ | کویر سیرجان         | ۱۴٬۰۸۲             | ۴               |